# 北海道5強
北海道5強（ほっかいどう5きょう）は、1960年代から1990年代半ばにかけて覇を競った、北海道に本拠地を置く社会人野球の5チームを指す。

## 概要
具体的には、以下の5チームを指す。
- 白老町の大昭和製紙北海道
- 室蘭市の新日本製鐵室蘭
- 苫小牧市の王子製紙苫小牧
- 札幌市のたくぎん（北海道拓殖銀行）
- 札幌市のNTT北海道（電電北海道）

これらのチームは互いに切磋琢磨し、全国大会（都市対抗・日本選手権）への進出枠（当時は2チーム）をかけて激しい争いを繰り広げ、その結果北海道の社会人野球は飛躍的な進歩を遂げた。
しかし、1993年から企業スポーツの見直しやバブル景気の破綻を受け、この5チームは次々と廃部又はクラブチーム化していき、わずか7年間で全滅に至った。現在では「北海道5強」と呼ばれたチームでそのまま残っているチームはない。

## 各チームの詳細

### 大昭和製紙北海道
1962年に創部。1969年の都市対抗野球に初出場、1974年には北海道勢初の都市対抗野球優勝を果たす。1993年秋に、大昭和製紙本社の意向から同年シーズン限りでの休部が決定。その後は、町民球団としてクラブチーム『ヴィガしらおい』として登録を引き継ぎ、大昭和製紙もグラウンドの供与など可能な限りの便宜を図ったが、それも限界に達し1997年限りで解散となった。現在、白老町では大昭和製紙とは全く一線を画した町民球団WEEDしらおいが活動している。
- 都市対抗野球大会：出場18回（優勝1回、準優勝2回）※ヴィガしらおいとして1回出場。
- 社会人野球日本選手権大会：出場14回（準優勝1回）※ヴィガしらおいとして1回出場。

### 新日本製鐵室蘭
1939年に創部。富士製鉄時代の1956年に都市対抗野球初出場、1963年の都市対抗野球では準優勝となった。1994年夏に、新日本製鐵のスポーツ活動支援の見直しから同年シーズン限りでの休部が決定。その後の室蘭市民の動きは速く、休部発表の10日後には市民球団としてのクラブチーム『室蘭シャークス』が設立。登録上は、新日本製鉄室蘭とは別チームとなるため、各大会の通算出場回数は加算されていない。現在においても、日本製鉄及び関連企業の社員や室蘭市民を交え活動を続けている。
新日本製鐵室蘭
- 都市対抗野球大会：出場17回（準優勝1回）
- 社会人野球日本選手権大会：出場11回（4強1回）

日本製鉄室蘭シャークス
- 都市対抗野球大会：出場4回
- 社会人野球日本選手権大会：出場5回

### 王子製紙苫小牧
1950年に創部。1959年の都市対抗野球大会に初出場。1999年に王子製紙本社のスポーツ体制見直しから、苫小牧にはアイスホッケー部（王子イーグルス→現：レッドイーグルス北海道）だけ残し、野球部は王子製紙春日井に一本化されることが発表され、翌2000年の都市対抗野球1回戦敗退をもって廃部となった。5強の中では、最後まで企業チームとして活動したチームである。その後、同チームの後援会が中心となり、市民球団としてクラブチーム「オール苫小牧」が2000年に誕生し、苫小牧チームに所属していた選手も交えて活動している。
- 都市対抗野球大会：出場11回（8強1回）
- 社会人野球日本選手権大会：出場9回

### たくぎん
1950年に創部。1957年の都市対抗野球に初出場。1969年の産業対抗で北海道勢として当時の社会人野球2大大会（都市対抗、産業対抗）初優勝を果たした。1978年には日本選手権でも優勝を果たした。1995年末に、母体の北海道拓殖銀行の経営悪化からスキー部とともに休部が発表され、翌1996年の都市対抗野球予選敗退をもって活動を停止した。翌1997年11月に北海道拓殖銀行は経営破綻し、事業は北洋銀行などに受け継がれたことから、野球部復部の可能性は絶たれた。
- 都市対抗野球大会：出場20回（準優勝1回）
- 社会人野球日本選手権大会：出場10回（優勝1回、準優勝1回）

### NTT北海道
電電北海道として1956年に創部。1971年の都市対抗野球に初出場。同年の産業対抗では、他の電電チームから補強選手なしの単独チームで準優勝を果たす。若松勉など名選手を輩出していたが、1999年にNTTが全国に散在していたチームをNTT東日本とNTT西日本にまとめることとなり、北海道チームは東日本に統合された。しかし、東日本チームに入団しなかった選手を中心にクラブチーム化の動きが強まり、日本野球連盟への登録をクラブ登録に変更してチームを継続。しかし選手の高齢化などからチーム力の維持が困難となり、2006年の日本選手権出場を最後に解散した。
- 都市対抗野球大会：出場16回（8強2回）
- 社会人野球日本選手権大会：出場7回（8強1回）

## 北海道5強の全国大会出場歴
- 産業対抗野球は、企業単位（全大昭和製紙、全新日鉄等）の出場で、予選も業種ごとに行われることから、下表に含めていない。
- 優：優勝、準：準優勝、４：4強、８：8強をそれぞれ表す。

| 西暦 | 大昭和   | 大昭和   | 富士鉄   | 富士鉄   | 王子     | 王子     | 拓銀     | 拓銀     | 電電     | 電電     | 5強以外の出場                                                     | 備考                                          |
| 西暦 | 都市対抗 | 都市対抗 | 都市対抗 | 都市対抗 | 都市対抗 | 都市対抗 | 都市対抗 | 都市対抗 | 都市対抗 | 都市対抗 | 5強以外の出場                                                     | 備考                                          |
| ---- | -------- | -------- | -------- | -------- | -------- | -------- | -------- | -------- | -------- | -------- | ----------------------------------------------------------------- | --------------------------------------------- |
| 1955 | 創部前   | 創部前   |          |          |          |          |          |          | 創部前   | 創部前   | 小樽野球協会、東洋高圧砂川                                        | 北海道の出場枠が2に増枠                       |
| 1956 | 創部前   | 創部前   | ○        | ○        |          |          |          |          |          |          | 東洋高圧砂川                                                      | 電電北海道創部                                |
| 1957 | 創部前   | 創部前   |          |          |          |          | ○        | ○        |          |          | 東洋高圧砂川                                                      |                                               |
| 1958 | 創部前   | 創部前   | ○        | ○        |          |          | ８       | ８       |          |          |                                                                   |                                               |
| 1959 | 創部前   | 創部前   |          |          | ○        | ○        |          |          |          |          | 羽幌炭鉱                                                          |                                               |
| 1960 | 創部前   | 創部前   | ○        | ○        |          |          |          |          |          |          | 東洋高圧砂川                                                      |                                               |
| 1961 | 創部前   | 創部前   | ○        | ○        |          |          | ○        | ○        |          |          |                                                                   |                                               |
| 1962 |          |          |          |          | ○        | ○        |          |          |          |          | 東洋高圧砂川                                                      | 大昭和創部 東洋高圧廃部                       |
| 1963 |          |          | 準       | 準       |          |          |          |          |          |          | 羽幌炭鉱                                                          |                                               |
| 1964 |          |          | ○        | ○        |          |          | ８       | ８       |          |          |                                                                   |                                               |
| 1965 |          |          | ○        | ○        |          |          | ○        | ○        |          |          |                                                                   | 羽幌炭鉱廃部                                  |
| 1966 |          |          |          |          | ○        | ○        | ○        | ○        |          |          |                                                                   |                                               |
| 1967 |          |          | 8        | 8        |          |          | ８       | ８       |          |          |                                                                   |                                               |
| 1968 |          |          | ○        | ○        |          |          | ○        | ○        |          |          |                                                                   |                                               |
| 1969 | ○        | ○        |          |          |          |          | ８       | ８       |          |          |                                                                   |                                               |
| 1970 | ○        | ○        |          |          |          |          | ○        | ○        |          |          |                                                                   | 合併により新日鉄に改称                        |
| 1971 |          |          | ○        | ○        |          |          |          |          | ○        | ○        |                                                                   |                                               |
| 1972 | ○        | ○        |          |          |          |          |          |          | ○        | ○        |                                                                   |                                               |
| 1973 | ８       | ８       |          |          |          |          |          |          | ○        | ○        |                                                                   |                                               |
| 西暦 | 大昭和   | 大昭和   | 新日鉄   | 新日鉄   | 王子     | 王子     | 拓銀     | 拓銀     | 電電     | 電電     | 5強以外の出場                                                     | 備考                                          |
| 西暦 | 都市     | 日本     | 都市     | 日本     | 都市     | 日本     | 都市     | 日本     | 都市     | 日本     | 5強以外の出場                                                     | 備考                                          |
| 1974 | 優       | ８       | ○        | ○        |          |          |          |          |          |          |                                                                   |                                               |
| 1975 | 準       | ○        | ○        |          |          |          |          | 準       | ○        |          |                                                                   | 大昭和は前年優勝による推薦出場                |
| 1976 | ○        |          |          | ○        |          |          | 準       | ４       |          |          |                                                                   |                                               |
| 1977 |          |          | ○        | ○        |          |          |          | ○        | ８       |          |                                                                   |                                               |
| 1978 | ８       | ４       | ８       |          |          |          |          | 優       |          |          |                                                                   |                                               |
| 1979 |          | ８       | ８       |          |          |          | ○        | ８       |          |          |                                                                   |                                               |
| 1980 | ４       | ○        |          |          |          |          |          | ８       |          |          | 札幌トヨペット（都市対抗（準優勝））                              |                                               |
| 1981 | ○        | 準       |          | ○        | ○        |          |          |          |          |          |                                                                   | 大昭和休部                                    |
| 1982 |          |          |          |          |          | ○        | ８       | ○        | ○        |          |                                                                   | 大昭和活動再開                                |
| 1983 |          |          | ○        | ○        | ○        | ○        |          |          |          |          |                                                                   |                                               |
| 1984 |          | ○        |          |          |          |          | ４       |          | ○        | ○        |                                                                   |                                               |
| 1985 |          |          | ４       | ○        | ○        |          |          |          |          | ○        |                                                                   | 民営化によりNTTに改称                         |
| 1986 | ○        |          | ○        | ○        |          | ○        |          |          |          |          |                                                                   |                                               |
| 1987 |          | ○        |          |          | 8        | ○        | ○        |          |          |          |                                                                   |                                               |
| 1988 | ４       | ○        |          | ○        |          |          | ○        |          |          |          |                                                                   |                                               |
| 1989 | 準       | ○        |          | ８       |          |          |          |          | ○        |          |                                                                   |                                               |
| 西暦 | 大昭和   | 大昭和   | 新日鉄   | 新日鉄   | 王子     | 王子     | 拓銀     | 拓銀     | NTT      | NTT      | 5強以外の出場                                                     | 備考                                          |
| 西暦 | 都市     | 日本     | 都市     | 日本     | 都市     | 日本     | 都市     | 日本     | 都市     | 日本     | 5強以外の出場                                                     | 備考                                          |
| 1990 | ○        | ○        |          |          |          |          | ○        |          |          | ８       |                                                                   |                                               |
| 1991 | ８       | ○        |          | ○        |          |          |          |          | ○        |          |                                                                   |                                               |
| 1992 | ８       |          |          | ４       |          |          |          |          | ８       |          | 山陽国策パルプ旭川（日本選手権）                                  | たくぎんに改称                                |
| 1993 | ○        | ８       |          |          |          |          | ○        | ○        |          |          |                                                                   | 大昭和休部                                    |
| 1994 |          | ※８      |          |          |          |          | ○        | ○        | ○        |          |                                                                   | ※ヴィガしらおいとして出場 新日鉄休部          |
| 1995 | ※        |          | -        | -        |          | ○        | ○        | ○        |          |          |                                                                   | ※ヴィガしらおいとして出場                     |
| 1996 |          |          | -        | -        | ○        | ○        |          |          | ○        |          | 室蘭シャークス（日本選手権）                                      | たくぎん廃部                                  |
| 1997 |          |          | -        | -        | ○        | ○        | -        | -        | ○        | ○        |                                                                   | ヴィガしらおい解散                            |
| 1998 | -        | -        | -        | -        |          | ○        | -        | -        | ○        | ○        | JR北海道（都市対抗）                                              |                                               |
| 1999 | -        | -        | -        | -        | ○        | ○        | -        | -        | ○        |          | サンワード貿易（日本選手権）                                      |                                               |
| 2000 | -        | -        | -        | -        | ○        |          | -        | -        |          | ○        | サンワード貿易（都市対抗、日本選手権）                            | 王子廃部、NTTクラブチーム化                   |
| 2001 | -        | -        | -        | -        | -        | -        | -        | -        |          |          | サンワード貿易（都市対抗、日本選手権） 室蘭シャークス（都市対抗） | 北海道の出場枠が1に減枠 （日本選手権）        |
| 2002 | -        | -        | -        | -        | -        | -        | -        | -        |          |          | サンワード貿易（都市対抗（8強）） JR北海道（日本選手権）          | 北海道の出場枠が1に減枠 （都市対抗）          |
| 2003 | -        | -        | -        | -        | -        | -        | -        | -        |          |          | サンワード貿易（都市対抗、日本選手権）                            |                                               |
| 2004 | -        | -        | -        | -        | -        | -        | -        | -        | ○        |          | サンワード貿易（日本選手権（8強））                               |                                               |
| 2005 | -        | -        | -        | -        | -        | -        | -        | -        |          |          | JR北海道（都市対抗） サンワード貿易（日本選手権）                 | サンワード貿易廃部                            |
| 2006 | -        | -        | -        | -        | -        | -        | -        | -        |          | ○        | JR北海道（都市対抗）                                              | NTT北海道解散 5強の登録を引き継ぐチームが消滅 |
| 2007 | -        | -        | -        | -        | -        | -        | -        | -        | -        | -        | JR北海道（都市対抗（4強）、日本選手権）                           |                                               |

## 北海道地区予選結果

### 都市対抗
1956～1970（トーナメント制）
| 西暦 | 代表決定戦                | 代表決定戦              | 備考（括弧内は5強が代表決定戦以外で敗れた相手）                                                                  |
| ---- | ------------------------- | ----------------------- | --- |
| 1956 | 東洋高圧 14－1 太平洋炭鉱 | 富士製鉄 2－0 王子      | 決勝：東洋高圧 3－2 富士製鉄 電電（富士製鉄）、拓銀（王子）                                                      |
| 1957 | 東洋高圧 2－1 王子        | 拓銀 2－1 富士製鉄      | 決勝：東洋高圧 5－1 拓銀 電電（東洋高圧）                                                                        |
| 1958 | 富士製鉄 6－1 三井砂川    | 拓銀 5－2 王子          | 決勝：富士製鉄 5－2 拓銀 電電（拓銀）                                                                            |
| 1959 | 王子 3－2 拓銀            | 羽幌炭鉱 13－0 三井芦別 | 決勝：王子 13－8 羽幌炭鉱 電電（羽幌炭鉱）、富士製鉄（三井芦別）                                                 |
| 1960 | 東洋高圧 3－1 王子        | 富士製鉄 1－0 拓銀      | 決勝：東洋高圧 2－0 富士製鉄 電電（拓銀）                                                                        |
| 1961 | 富士製鉄 1－0 電電        | 拓銀 6－5 東洋高圧      | 決勝：富士製鉄 4－3 拓銀 王子（富士製鉄）                                                                        |
| 1962 | 東洋高圧 8－0 拓銀        | 王子 7－2 羽幌炭鉱      | 決勝：東洋高圧 3－0 王子 電電（東洋高圧）、大昭和（王子）、富士製鉄（旭川鉄道局）                                |
| 1963 | 富士製鉄 2－1 拓銀        | 羽幌炭鉱 3－1 王子      | 決勝：富士製鉄 2－1 羽幌炭鉱 大昭和（拓銀）、電電（羽幌炭鉱）                                                    |
| 西暦 | 第1代表決定戦             | 第2代表決定戦           | 備考（括弧内は5強が代表決定戦以外で敗れた相手）                                                                  |
| 1964 | 富士製鉄 6－2 羽幌炭鉱    | 拓銀 4－1 羽幌炭鉱      | 準決勝以降、敗者復活制となる 拓銀（羽幌炭鉱）、大昭和（拓銀）、電電（羽幌炭鉱）、王子（富士製鉄）                |
| 1965 | 拓銀 4－2 大昭和          | 富士製鉄 5－3 大昭和    | 富士製鉄（大昭和）、電電（拓銀、富士製鉄）、王子（拓銀）                                                         |
| 1966 | 王子 4－3 拓銀            | 拓銀 9－2 富士製鉄      | 第2代表決定戦は延長19回引き分けとなったため再試合を行う 富士製鉄（王子）、電電（拓銀、富士製鉄）、大昭和（王子） |
| 1967 | 拓銀 3－1 王子            | 富士製鉄 3－0 王子      | 準々決勝以降、敗者復活制となる 富士製鉄（拓銀）、電電（王子、富士製鉄）大昭和（拓銀）                            |
| 1968 | 拓銀 2－1 富士製鉄        | 富士製鉄 4－3 大昭和    | 王子（拓銀、大昭和）、大昭和（拓銀）、電電（札幌鉄道局）                                                         |
| 1969 | 拓銀 8－2 大昭和          | 大昭和 6－4 富士製鉄    | 富士製鉄（大昭和）、電電（拓銀、富士製鉄）、王子（電電）                                                         |
| 1970 | 大昭和 3－1 拓銀          | 拓銀 6－1 王子          | 王子（大昭和）、新日鉄（拓銀、王子）、電電（王子）                                                               |

1971～2006（代表決定リーグ）、2007（トーナメント制）
| 西暦 | 第1代表                      | 第2代表                      | リーグ敗退                                                       | 備考 |
| ---- | ---------------------------- | ---------------------------- | ---------------------------------------------------------------- | --- |
| 1971 | 新日鉄(3勝1敗)               | 電電(3勝1敗1分)              | 拓銀(2勝2敗)、大昭和(2勝2敗1分)、王子(4敗)                       | 1位、2位は代表順位決定戦による 王子は電電に敗れるも敗者復活によりリーグ進出                                                  |
| 1972 | 電電(3勝1敗)                 | 大昭和(3勝1敗)               | 新日鉄(3勝1敗)、拓銀(1勝3敗)、札幌鉄道局(4敗)                    | 1位～3位は再リーグ戦による 王子は電電、札幌鉄道局に敗れリーグ進出を逃す                                                      |
| 1973 | 電電(4勝)                    | 大昭和(3勝1敗)               | 拓銀(2勝2敗)、新日鉄(1勝3敗)、王子(4敗)                          | 電電は王子に敗れるも敗者復活によりリーグ進出 王子・浜谷千春投手は1次予選の電電戦でノーヒットノーランを達成                   |
| 1974 | 大昭和(3勝1敗)               | 新日鉄(3勝1敗)               | 拓銀(3勝1敗)、電電(1勝３敗)、国鉄旭川(4敗)                       | 1位～3位は再リーグ戦による 新日鉄は国鉄旭川に敗れるも敗者復活によりリーグ進出 王子は電電、新日鉄に敗れリーグ進出を逃す       |
| 1975 | 新日鉄(4勝)                  | 電電(3勝1敗)                 | 拓銀(2勝2敗)、日産サニー札幌(3敗)、札幌トヨペット(3敗)           | 大昭和は前年優勝により予選免除 電電は日産サニー札幌に敗れるも敗者復活によりリーグ進出 王子は拓銀、電電に敗れリーグ進出を逃す |
| 1976 | 大昭和(3勝1敗)               | 拓銀(2勝2敗)                 | 新日鉄(2勝2敗)、電電(2勝2敗)、日産サニー札幌(1勝3敗)             | 第2代表は再リーグ戦による 王子は拓銀に敗れリーグ進出を逃す                                                                   |
| 1977 | 電電(3勝1敗)                 | 新日鉄(2勝1敗1分)            | 大昭和(2勝2敗)、拓銀(1勝2敗1分)、王子(1勝3敗)                    | 王子は電電に敗れるも敗者復活によりリーグ進出                                                                                 |
| 1978 | 新日鉄(4勝)                  | 大昭和(3勝1敗)               | 電電(1勝3敗)、王子(1勝3敗)、日産サニー札幌(1勝3敗)               | 王子は大昭和に敗れるも敗者復活によりリーグ進出 拓銀は日産サニー札幌、王子に敗れリーグ進出を逃す                              |
| 1979 | 新日鉄(4勝)                  | 拓銀(2勝1敗1分)              | 王子(2勝1敗1分)、大昭和(1勝3敗)、日産サニー札幌(4敗)             | 第2代表はプレーオフによる 新日鉄は拓銀に敗れるも敗者復活によりリーグ進出 電電は王子、新日鉄に敗れリーグ進出を逃す            |
| 1980 | 大昭和(4勝)                  | 札幌トヨペット(2勝2敗)       | 新日鉄(1勝2敗1分)、電電(1勝2敗1分)、拓銀(1勝3敗)                 | 電電は大昭和に敗れるも敗者復活によりリーグ進出 王子は札幌トヨペット、電電に敗れリーグ進出を逃す                              |
| 1981 | 王子(4勝)                    | 大昭和(3勝1敗)               | 電電(2勝2敗)、拓銀(1勝3敗)、札幌鉄道局(4敗)                      | 新日鉄は拓銀、札幌トヨペットに敗れリーグ進出を逃す                                                                           |
| 1982 | 電電(4勝)                    | 拓銀(3勝1敗)                 | 王子(2勝2敗)、札幌鉄道局(1勝3敗)、日産サニー札幌(4敗)            | 新日鉄は王子、日産サニー札幌に敗れリーグ進出を逃す 大昭和は休部                                                              |
| 1983 | 新日鉄(4勝)                  | 王子(3勝1敗)                 | 電電(2勝2敗)、拓銀(3敗1分)、札幌トヨペット(3敗1分)               | 大昭和は拓銀、札幌トヨペットに敗れリーグ進出を逃す                                                                           |
| 1984 | 電電(3勝1敗)                 | 拓銀(2勝1敗1分)              | 新日鉄(2勝1敗1分)、王子(2勝2敗)、山陽国策パルプ旭川(4敗)         | 第2代表はプレーオフによる 大昭和は拓銀、山陽国策パルプ旭川に敗れリーグ進出を逃す                                             |
| 1985 | 新日鉄(4勝)                  | 王子(2勝2敗)                 | 大昭和(2勝2敗)、NTT(1勝3敗)、拓銀(1勝3敗)                        | 第2代表はプレーオフによる NTTは大昭和に敗れるも敗者復活によりリーグ進出                                                      |
| 1986 | 大昭和(4勝)                  | 新日鉄(3勝1敗)               | NTT(1勝3敗)、拓銀(1勝3敗)、王子(1勝3敗)                          | 拓銀はNTTに敗れるも敗者復活によりリーグ進出                                                                                  |
| 1987 | 拓銀(4勝)                    | 王子(3勝1敗)                 | 新日鉄(2勝2敗)、NTT(1勝3敗)、大昭和(4敗)                         | 王子はNTTに敗れるも敗者復活によりリーグ進出                                                                                  |
| 1988 | 拓銀(4勝)                    | 大昭和(2勝2敗)               | 王子(2勝2敗)、新日鉄(1勝3敗)、NTT(1勝3敗)                        | 第2代表はプレーオフによる NTTは大昭和に敗れるも敗者復活によりリーグ進出                                                      |
| 1989 | 大昭和(3勝1敗)               | NTT(3勝1敗)                  | 拓銀(2勝2敗)、新日鉄(1勝3敗)、日産サニー札幌(1勝3敗)             | 1位、2位は代表順位決定戦による 拓銀はNTTに敗れるも敗者復活によりリーグ進出 王子は日産サニー札幌、拓銀に敗れリーグ進出を逃す  |
| 1990 | 拓銀(3勝1敗)                 | 大昭和(3勝1敗)               | NTT(2勝2敗)、王子(1勝3敗)、新日鉄(1勝3敗)                        | 1位、2位は代表順位決定戦による 王子は拓銀に敗れるも敗者復活によりリーグ進出                                                  |
| 1991 | 大昭和(4勝)                  | NTT(2勝2敗)                  | 新日鉄(2勝2敗)、たくぎん(2勝2敗)、王子(4敗)                      | 第2代表は再リーグ戦による 王子はNTTに敗れるも敗者復活によりリーグ進出                                                        |
| 1992 | 大昭和(4勝)                  | NTT(2勝2敗)                  | たくぎん(2勝2敗)、王子(1勝3敗)、新日鉄(1勝3敗)                   | 第2代表はプレーオフによる 王子はNTTに敗れるも敗者復活によりリーグ進出                                                        |
| 1993 | 大昭和(4勝)                  | たくぎん(3勝1敗)             | 新日鉄(2勝2敗)、NTT(1勝3敗)、JR北海道(4敗)                       | 王子は新日鉄、日本製紙旭川に敗れリーグ進出を逃す                                                                             |
| 1994 | たくぎん(3勝1敗)             | NTT(2勝2敗)                  | 新王子(2勝2敗)、新日鉄(2勝2敗)、ヴィガしらおい(1勝3敗)           | 第2代表は再々リーグ戦による 新王子はヴィガしらおいに敗れるも敗者復活によりリーグ進出                                         |
| 1995 | ヴィガしらおい(3勝1敗)       | たくぎん(3勝1敗)             | NTT(2勝2敗)、新王子(2勝2敗)、日本製紙旭川(4敗)                   | 1位、2位は代表順位決定戦による NTTは日本製紙旭川に敗れるも敗者復活によりリーグ進出                                           |
| 1996 | NTT(4勝)                     | 新王子(3勝1敗)               | ヴィガしらおい(2勝2敗)、たくぎん(1勝3敗)、JR北海道(4敗)          | |
| 1997 | 王子(3勝1敗)                 | NTT(2勝2敗)                  | ヴィガしらおい(2勝2敗)、JR北海道(2勝2敗)、日本製紙旭川(1勝3敗)   | 第2代表は再リーグ戦による |
| 1998 | NTT(4勝)                     | JR北海道(2勝2敗)             | 日本製紙旭川(2勝2敗)、王子(1勝3敗)、航空自衛隊千歳(1勝3敗)       | 第2代表はプレーオフによる |
| 1999 | 王子(3勝1敗)                 | NTT倶(3勝1敗)                | 室蘭シャークス(2勝2敗)、JR北海道(2勝2敗)、日本製紙旭川(4敗)      | 1位、2位は代表順位決定戦による                                                                                               |
| 2000 | サンワード貿易(4勝)          | 王子(3勝1敗)                 | NTT倶(2勝2敗)、室蘭シャークス(1勝3敗)、日本製紙旭川(4敗)         | |
| 2001 | サンワード貿易(3勝)          | 室蘭シャークス(2勝1敗)       | NTT倶(1勝2敗)、JR北海道(3敗)                                     | 航空自衛隊千歳はリーグ戦途中で辞退したため、記録が抹消された                                                                 |
| 2002 | サンワード貿易(3勝)          | サンワード貿易(3勝)          | 室蘭シャークス(2勝1敗)、NTT(1勝2敗)、航空自衛隊千歳(3敗)         | リーグ戦出場チームが4チームに削減された                                                                                      |
| 2003 | サンワード貿易(3勝)          | サンワード貿易(3勝)          | 室蘭シャークス(1勝2敗)、NTT(1勝2敗)、JR北海道(1勝2敗)            | |
| 2004 | NTT(2勝1敗)                  | NTT(2勝1敗)                  | サンワード貿易(2勝1敗)、JR北海道(1勝2敗)、室蘭シャークス(1勝2敗) | 同成績の場合、直接対決の勝者が上位となった                                                                                   |
| 2005 | JR北海道(3勝)                | JR北海道(3勝)                | NTT(2勝1敗)、サンワード貿易(1勝2敗)、室蘭シャークス(3敗)         | |
| 2006 | JR北海道(3勝)                | JR北海道(3勝)                | NTT(2勝1敗)、航空自衛隊千歳(1勝2敗)、室蘭シャークス(3敗)         | |
| 2007 | JR北海道 7－4 室蘭シャークス | JR北海道 7－4 室蘭シャークス | 航空自衛隊千歳(敗者復活2回戦敗退)、札幌倶楽部(敗者復活1回戦敗退) | 2次予選は4チームによる敗者復活併用トーナメント戦に変更                                                                       |

### 日本選手権
| 西暦 | 代表決定戦                          | 代表決定戦                         | 備考（括弧内は5強が代表決定戦以外で敗れた相手）                 |
| ---- | ----------------------------------- | ---------------------------------- | --------------------------------------------------------------- |
| 1974 | 新日鉄 1－0 拓銀                    | 大昭和 4－2 王子                   | 決勝：新日鉄 2－1 大昭和 電電（王子）                           |
| 1975 | 大昭和 9－0 小樽野球協会            | 拓銀 9－1 王子                     | 決勝：大昭和 4－0 拓銀 新日鉄（王子）、電電は不参加             |
| 1976 | 新日鉄 12－1 王子                   | 拓銀 2－0 札幌鉄道管理局           | 大昭和（王子）、電電は不参加                                    |
| 1977 | 拓銀 1－0 大昭和                    | 新日鉄 6－0 電電                   | 王子（大昭和）                                                  |
| 1978 | 拓銀 6－0 日産サニー札幌            | 大昭和 1－0 札幌鉄道管理局         | 新日鉄（拓銀）、電電（大昭和）、王子（札幌鉄道管理局）          |
| 1979 | 拓銀 6－3 王子                      | 大昭和 3－2 新日鉄                 | 決勝：拓銀 7－3 大昭和 電電（拓銀）                             |
| 1980 | 大昭和 2－0 王子                    | 拓銀 2－0 新日鉄                   | 電電（拓銀）                                                    |
| 1981 | 新日鉄 4－3 拓銀                    | 大昭和 5－3 電電                   | 王子（新日鉄）                                                  |
| 1982 | 王子 4－0 電電                      | 拓銀 3－2 新日鉄                   | 大昭和（休部）                                                  |
| 1983 | 新日鉄 3－2 電電                    | 王子 7－2 拓銀                     | 大昭和（王子）                                                  |
| 1984 | 電電 4－3 王子                      | 大昭和 12－5 拓銀                  | 大昭和－拓銀は引き分けとなったため再試合を行う 新日鉄（大昭和） |
| 1985 | NTT 7－5 王子                       | 新日鉄 5－3 大昭和                 | 拓銀（大昭和）                                                  |
| 1986 | 王子 4－3 大昭和                    | 新日鉄 7－4 NTT                    | 拓銀（日産サニー札幌）                                          |
| 1987 | 大昭和 4－3 新日鉄                  | 王子 17－0 山陽国策パルプ旭川      | 拓銀（大昭和）、NTT（山陽国策パルプ旭川）                       |
| 1988 | 大昭和 10－0 山陽国策パルプ旭川     | 新日鉄 11－8 王子                  | NTT（大昭和）、拓銀（山陽国策パルプ旭川）                       |
| 1989 | 大昭和 17－5 NTT                    | 新日鉄 4－3 王子                   | 拓銀（王子）                                                    |
| 1990 | 大昭和 6－2 王子                    | NTT 7－2 新日鉄                    | 拓銀（大昭和）                                                  |
| 1991 | 大昭和 5－4 王子                    | 新日鉄 6－4 NTT                    | たくぎん（大昭和）                                              |
| 1992 | 山陽国策パルプ旭川 3－1 王子        | 新日鉄 8－2 NTT                    | たくぎん（王子）、大昭和（山陽国策パルプ旭川）                  |
| 1993 | たくぎん 9－2 日本製紙旭川          | 大昭和 3－1 NTT                    | 王子（たくぎん）、新日鉄（大昭和）                              |
| 1994 | ヴィガしらおい 9－8 NTT             | たくぎん 17－5 日本製紙旭川        | 新王子（NTT）                                                   |
| 1995 | 新王子 11－3 室蘭シャークス         | たくぎん 9－2 JR北海道             | ヴィガしらおい（新王子）                                        |
| 1996 | 王子 7－6 ヴィガしらおい            | 室蘭シャークス 7－6 NTT            |                                                                 |
| 1997 | 王子 5－4 ヴィガしらおい            | NTT 9－1 室蘭シャークス            |                                                                 |
| 1998 | NTT 10－0 日本製紙旭川              | 王子 12－11 JR北海道               |                                                                 |
| 1999 | 王子 9－3 JR北海道                  | サンワード貿易 2－1 NTT倶          |                                                                 |
| 2000 | サンワード貿易 11－1 航空自衛隊千歳 | NTT倶 8－7 JR北海道                |                                                                 |
| 2001 | サンワード貿易 9ー3 NTT倶           | サンワード貿易 9ー3 NTT倶          |                                                                 |
| 2002 | JR北海道 10－1 NTT                  | JR北海道 10－1 NTT                 |                                                                 |
| 2003 | サンワード貿易 9－1 室蘭シャークス  | サンワード貿易 9－1 室蘭シャークス |                                                                 |
| 2004 | サンワード貿易 7－2 NTT             | サンワード貿易 7－2 NTT            |                                                                 |
| 2005 | サンワード貿易 3－1 室蘭シャークス  | サンワード貿易 3－1 室蘭シャークス |                                                                 |
| 2006 | NTT 12－6 JR北海道                  | NTT 12－6 JR北海道                 |                                                                 |
| 2007 | JR北海道 4－1 室蘭シャークス        | JR北海道 4－1 室蘭シャークス       |                                                                 |